# Нистру (Марамуреш)
Нистру (рум. Nistru) насеље је у Румунији у округу Марамуреш у општини Тауциј-Магерауш. Oпштина се налази на надморској висини од 376 m.

## Становништво
Према подацима из 2002. године у насељу је живело 1088 становника.

### Попис2002.
| Расподела становништва по националности 2002.‍ | Расподела становништва по националности 2002.‍ | Расподела становништва по националности 2002.‍ | Расподела становништва по националности 2002.‍ | Расподела становништва по националности 2002.‍ |
| --------------------------------------------- | --------------------------------------------- | --------------------------------------------- | --------------------------------------------- | --------------------------------------------- |
|                                               |                                               |                                               |                                               |                                               |
| Румуни                                        | Румуни                                        |                                               | 870                                           | 80,0%                                         |
| Мађари                                        | Мађари                                        |                                               | 165                                           | 15,2%                                         |
| Роми                                          | Роми                                          |                                               | 52                                            | 4,8%                                          |